# Stefan Lövgren
Lars Stefan Löfgren, ofta stavat Lövgren, född 21 december 1970 i Partille, är en svensk före detta handbollsspelare. Under sin karriär vann Lövgren bland annat två OS-silver och ett VM-guld i landslagssammanhang, fem SM-guld med Redbergslids IK och tyska mästerskapet sju gånger och EHF Champions League en gång med THW Kiel. Han blev dessutom utsedd till Årets handbollsspelare i Sverige tre gånger och fick tillsammans med handbollslandslaget motta Bragdguldet efter EM-guldet 1998. Han är sedan 2015 VD för Svenska Handbollslandslaget AB.

## Spelarkarriär

### Klubblagsspel
Stefan Lövgren var sju år, 1977, då han började träna handboll i Skepplanda BTK och 1987 debuterade i klubbens A-lag i division 3, då han spelade tillsammans med sin pappa Lars-Göran Löfgren och äldre brodern Jan Löfgren. Han utvecklades snabbt till en stjärna och värvades till Redbergslids IK 1990 och fick sin Elitserie-debut samma år. Första svenska mästerskapet tog han 1993. Det skulle bli ytterligare fyra SM-guld som lagkapten för Redbergslid innan han flyttade till Saarland i Tyskland 1998 för att bli proffs på heltid i TV Niederwürzbach. Han stannade i klubben ett år innan han skrev kontrakt med den Nordtyska bundesligaklubben THW Kiel 1999. Under tiden i Kiel vann han åtta ligaguld, tyska cupen fem gånger, EHF-cupen två gånger och EHF Champions League en gång. Hans målrekord i en match i Bundesliga är 18 mål, varav åtta på straffkast, som han gjorde mot Rhein-Neckar Löwen 2008.
Det blev till tio år som mittnia i THW Kiel och han blev lagkapten efter Magnus Wislander 2001. Han lade av efter säsongen 2008/2009 och fick ett storstilat avsked i Kiel. Storspelare från hela världen spelade 8 augusti 2009 två avskedsmatcher inför fullsatta läktare i Sparkassen-Arena för att fira honom innan han flyttade hem till Kungälv och Sverige för att bli lärare på ett nytt regionalt handbollsgymnasium vid friskolan John Bauergymnasiet i Uddevalla.

### Landslagsspel
Lövgren spelade vänsternia i landslaget i 14 år. Han debuterade mot Lettland som 23-åring i december 1993. Innan denna match hade han aldrig spelat i varken junior- eller ungdomslandslag. Han vann ett VM-guld, fyra EM-guld samt silver i två på varandra följande OS: i Atlanta 1996 och i Sydney 2000.
Efter OS i Atlanta 1996 blev Lövgren lagkapten, vilket han fortsatte vara till sitt landslagsavsked efter att Sverige misslyckats kvalificera sig till VM 2007. Han spelade 268 landskamper för Sverige, gjorde 1138 mål och bar tröja nummer nio.

## Efter spelarkarriären
2009 inledde Stefan Lövgren en karriär parallellt med spelarkarriären som spelaragent. 
2011 blev han general manager för Sveriges dam- och herrlandslag. I januari 2015 blev han istället VD för Svenska Handbollslandslaget AB.

## Privatliv
Stefan Lövgren har tillsammans med sin fru två barn födda 2000 och 2003.

## Meriter

### Med landslaget
- VM 1993 i Sverige:  Brons
- EM 1994 i Portugal:  Guld
- VM 1995 på Island:  Brons
- OS 1996 i Atlanta:  Silver
- VM 1997 i Japan:  Silver
- EM 1998 i Italien:  Guld
- VM 1999 i Egypten:  Guld
- EM 2000 i Kroatien:  Guld
- OS 2000 i Sydney:  Silver
- VM 2001 i Frankrike:  Silver
- EM 2002 i Sverige:  Guld
- EM 2004 i Slovenien: 7:a
- VM 2005 i Tunisien: 11:a

### Med klubblag
Redbergslids IK
- Svensk mästare: 1993, 1995, 1996, 1997, 1998

THW Kiel
- Tysk mästare: 2000, 2002, 2005, 2006, 2007, 2008, 2009
- Tysk cupmästare: 1999, 2000, 2007, 2008, 2009
- Tysk supercupmästare: 2005, 2007, 2008
- Champions League-mästare: 2007
- EHF-cupmästare: 2002, 2004
- Europeisk supercupmästare: 2007

### Individuella utmärkelser
- Bragdguldet 1998 med handbollslandslaget
- Turneringens mest värdefulla spelare (MVP) i VM 1999 och 2001
- Årets handbollsspelare i Sverige: 1996, 2001, 2003
- Uttagen i All Star-lag i EM, VM, OS, Elitserien och Handball-Bundesliga
- Vinnare av skytteligan i Elitserien 1994